# Katholieke Kerk in Liberia
De Katholieke Kerk in Liberia is een onderdeel van de wereldwijde Rooms-Katholieke Kerk, onder het geestelijk leiderschap van de paus en de curie in Rome.
In 2005 waren ongeveer 162.000 (5%) inwoners van Liberia lid van de Katholieke Kerk. Liberia bestaat uit een enkele kerkprovincie, Monrovia. De kerkprovincie Monrovia omvat een aartsbisdom en twee bisdommen. De bisschoppen zijn lid van de bisschoppenconferentie van Liberia. President van de bisschoppenconferentie is Lewis Zeigler, aartsbisschop van Monrovia. Verder is men lid van de Association of the Episcopal Conferences of Anglophone West Africa en de Symposium des Conférences Episcoaples d’Afrique et de Madagascar.
Apostolisch nuntius voor Liberia is aartsbisschop Walter Erbì, die tevens nuntius is voor Gambia en Sierra Leone.

## Bisdommen
| - Aartsbisdom - Bisdom |

- Monrovia
  - Cape Palmas
  - Gbarnga

Ligging bisdommen binnen Liberia
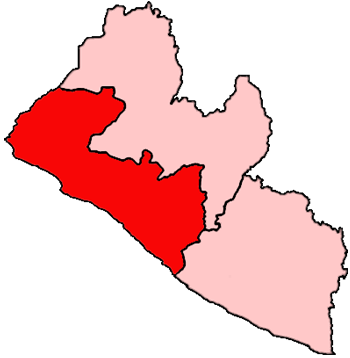
Aartsbisdom Monrovia
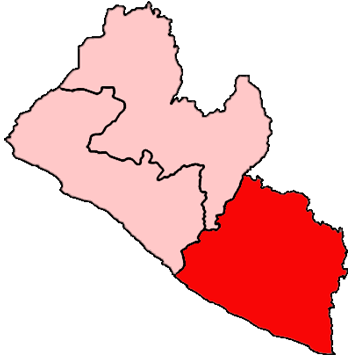
Bisdom Cape Palmas
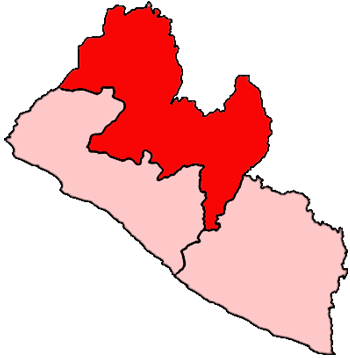
Bisdom Gbarnga

## Nuntius
- Apostolisch internuntius
  - Aartsbisschop John Collins (12 juli 1951 – 20 december 1960)
  - Aartsbisschop Francis Carroll (9 november 1961 – 7 maart 1966)
- Apostolisch pro-nuntius
  - Aartsbisschop Francis Carroll (7 maart 1966 – 25 augustus 1979)
  - Aartsbisschop Johannes Dyba (25 augustus 1979 – 1 juni 1983)
  - Aartsbisschop Romeo Panciroli (6 november 1984 – 18 maart 1992)
  - Aartsbisschop Luigi Travaglino (4 april 1992 – 2 mei 1995)
- Apostolisch nuntius
  - Aartsbisschop Antonio Lucibello (8 september 1995 – 27 juli 1999)
  - Aartsbisschop Alberto Bottari de Castello (18 december 1999 – 1 april 2005)
  - Aartsbisschop George Antonysamy (4 augustus 2005 – 21 november 2012)
  - Aartsbisschop Mirosław Adamczyk (22 februari 2013 – 12 augustus 2017)
  - Aartsbisschop Dagoberto Campos Salas (28 juli 2018 – 14 mei 2022)
  - Aartsbisschop Walter Erbì (sinds 16 juli 2022)